# 哈利·杜拉斯特
哈利·夏拔·杜拉斯特爵士（英語： QC；1888年6月27日—1985年12月8日），英國大律師、法官，曾任巴勒斯坦託管地律政司、首席按察司等職位。

## 早年及教育
杜拉斯特於1888年6月27日在英格蘭伯明翰出生，是基督教牧師家庭獨子。
杜拉斯特曾在艾斯美書院及劍橋大學三一堂就讀，後來在內殿律師學院修讀法律，曾於1911年1月31日轉入中殿律師學院，1913年轉出。

## 職業
杜拉斯特於1911年獲內殿律師學院認許為大律師，並於第一次世界大戰期間離國赴康和公爵輕步兵團服役。
1925年，他獲委任為英屬背風群島最高法院陪席法官，並於1927年獲委任為律政司。1929年至1932年間，他擔任塞浦路斯律政司。
1932年至1936年間，他擔任英國巴勒斯坦託管地律政司，並於1936年接替米高·麥當奴擔任首席按察司。作為首席按察司，他因授予貝都因部落法庭額外權力而聞名，條件是貝都因部落法院須放棄探火神判法。他在任職的頭兩年推動了猶太人聚居區司法體系的的發展。他成功推動在特拉維夫、佩塔提克瓦及雷霍沃特設立法院，並委任四位猶太裔裁判官，其中三位在特拉維夫任職，一位在海法。
杜拉斯特於1938年獲冊封為爵士
1941年，他擔任馬來聯邦首席大法官，1946年卸任。在此期間，他被日本侵略軍當作戰俘羈留。
1947年12月2日至4日期間，亞丁保護國阿拉伯人以聯合國分割巴勒斯坦為由發起反猶騷亂，當地約80名猶太人遭殺害，另有約80名猶太人受傷，一百多間猶太店鋪被洗劫一空。1948年4月7日，杜拉斯特擔任亞丁反猶騷亂研訊委員會主席。
退休後，杜拉斯特回到英國。1951年，杜拉斯特受英國外交部派遣赴利比亞，為新成之王國就憲法起草提供意見。

## 個人生活
他娶得馬歇爾·沃明頓爵士之女瑪麗·沃明頓，有二子三女。其中一子於21歲早逝。
杜拉斯特於1985年在舒梨郡逝世，享年97歲。